# 高烏
高乌是马来西亚霹雳州上霹雳县的的一个城镇及巫金，同时也有一座华人新村（Kg. Baru Pengkalan Hulu，5°42′16.5″N 101°00′07.7″E / 5.704583°N 101.002139°E）。高乌位于霹雳州和泰国交界，是一座边境城镇，距离泰国边界仅有6公里，距离宜力县府则约46公里。高乌往北可达泰国惹拉府勿洞县、往南则为仁丹和宜力、往西可通往吉打州华玲县。高乌和霹雳北部数个城镇如巴里文打、瓜拉古樓、太平、玲瓏、宜力等地皆屬北馬地區。

## 名称
高烏的中文譯名來自该地的马来文舊稱“馬來語：”。高烏（Keroh/Kroh）在当时是一条流经该地的小河，这条河原发源地在一座名为士拉容（Selarong）的马来村庄（位於今吉打州居林縣，居林市區30公里/17.3英里處）。这条名为高烏的小河是大象喜欢泥浴的地方，而这些大象则是当时统治当地的拉曼王國国王的坐骑。为了方便大象洗澡，拉曼国王下令建造水坝，于是小河的河水被用于水坝的蓄水，因此该镇開埠後得名高乌。
1984年1月4日，霹雳州第三十三任苏丹伊德里斯沙二世（Sultan Idris Shah II）御准将高乌之马来文名改为彭加蘭烏魯（Pengkalan Hulu）“Pengkalan”在馬來語中有中转站之意，而“Hulu”代表上霹雳县（Daerah Hulu Perak），這是因爲陛下曾經以此作爲出巡上霹靂縣時的停靠站。
今日，曾用于蓄水的水坝被地方政府改建为达光湖休闲公园（Taman Tasek Takong），當地地方政府的官方徽章裏的兩頭大象就是參考當地歷史繪製的。

## 历史
15世紀前，高烏是北大年王國的領地。18世紀時，國力衰竭的北大年王國逐漸被拉曼王國取代，高烏隨之成爲該王國行政中心。後來，拉曼國王侵占南邊的仁丹，並在此進行錫礦開采，導致了霹靂州王室不滿，引發了英國、暹羅、霹靂的一系列紛爭。1902年，暹羅王國攻占拉曼王國，流放了拉曼國王，並將其劃入版圖，即今惹拉府。1909年，暹羅與英國簽署《曼谷條約》，1909年7月16日，高烏乃至整個上霹靂縣劃入馬來屬邦霹靂州的版圖内。

## 人口
根據2020年馬來西亞人口普查，高乌县议会辖区下共有17,644人，其中包括巫裔在内的土著为13,981人，华裔为1,037人，印裔为723人，其他族群为1,313人，以及非公民590人。
| 2020年高烏族群比例 | 2020年高烏族群比例 | 2020年高烏族群比例 | 2020年高烏族群比例 | 2020年高烏族群比例 |
| ------------------ | ------------------ | ------------------ | ------------------ | ------------------ |
| 族群 / 国籍        | 族群 / 国籍        |                    | 百分比             | 百分比             |
| 马来人             | 马来人             |                    | 65.63%             | 65.63%             |
| 其它土著           | 其它土著           |                    | 13.61%             | 13.61%             |
| 华人               | 华人               |                    | 5.88%              | 5.88%              |
| 印度人             | 印度人             |                    | 4.1%               | 4.1%               |
| 其他               | 其他               |                    | 7.44%              | 7.44%              |
| 非马来西亚公民     | 非马来西亚公民     |                    | 3.34%              | 3.34%              |

| 族群               | 2020  | 2020    |
| 族群               | 人口  | 百分比  |
| ------------------ | ----- | ------- |
| 马来人             | 11580 | 65.63%  |
| 其他土著           | 2401  | 13.61%  |
| 华人               | 1037  | 5.88%   |
| 印度人             | 723   | 4.1%    |
| 其他               | 1313  | 7.44%   |
| 马来西亚公民总数   | 17054 | 96.66%  |
| 非马来西亚公民总数 | 590   | 3.34%   |
| 总数               | 17644 | 100.00% |

## 交通

### 公路
该城镇通过两条主干道路联外：其中  76号公路将其与南部的宜力、玲瓏江沙以及北部的吉打州的华玲相连；而  77号公路则向东北方向，前往武吉武拉必（Bukit Berapit），即高乌与泰国惹拉府的边界，该处设有马来西亚的海关、移民和检疫站。在过关卡后即可通往泰国勿洞和惹拉市。

## 政府与政治

上霹靂縣地圖，高烏位於其西北邊最北方

高乌也是一个副县（daerah kecil），由高乌和柏鲁卡三万（Belukar Semang）两个區组成，同时由高乌县议会管辖。
高乌同时属于宜力国会议席，该议席在马来西亚下议院的代表为来自国民联盟土团党的法胡胡兹尔·阿约。同时，高乌属于以其命名的高乌州议席，该议席在霹雳州议会的代表为来自国民联盟伊斯兰党的阿敏罗斯兰。